# 国際ゴリラ年
国際ゴリラ年（こくさいゴリラねん、英: Year of the Gorilla、略称YoG）は、絶滅が危惧されているゴリラの保全を目的として国際連合が定めた、2009年の国際年の一つである。

## 経緯
2008年12月3日にローマで開催された移動性野生動物種の保全に関する条約締結国会議において、2009年を国際ゴリラ年とすることが宣言された。これは国連持続可能な開発のための教育の十年 (en) の一環であり、国際連合環境計画（UNEP）と国際連合教育科学文化機関（UNESCO）がパートナーとなっているほか世界動物園水族館協会 (WAZA) も協力を表明している。

## 目的と活動内容
国際自然保護連合（IUCN）のレッドリストによるとニシローランドゴリラ、ヒガシローランドゴリラ、クロスリバーゴリラ、マウンテンゴリラの4亜種のうち、ヒガシローランドゴリラが絶滅危惧種、ほか3亜種が絶滅寸前となっている。個体減少の要因として、食糧や伝統薬の生産を目的とした狩猟、鉱業開発や薪炭燃料の生産による生息地の減少、紛争、エボラ出血熱等の感染症があげられる。これらの問題に対処すべく、主要生息地の一つであるコンゴにおいて森林破壊を抑えるプロジェクトや、カメルーンでの食肉の販売を目的としたゴリラ猟を禁止するプロジェクト、ゴリラ猟に代わる収入源としてエコツーリズムを促進するプロジェクトなどが行われた。日本でも、各地の動物園での特別展が開催された。
国連環境計画のイアン・レドモンド (Ian Redmond) は、「国際ゴリラ年はゴリラのみならず、ゴリラが棲息する森林を守ることも意味する」と述べている。